# Internationales Musikfestival Český Krumlov

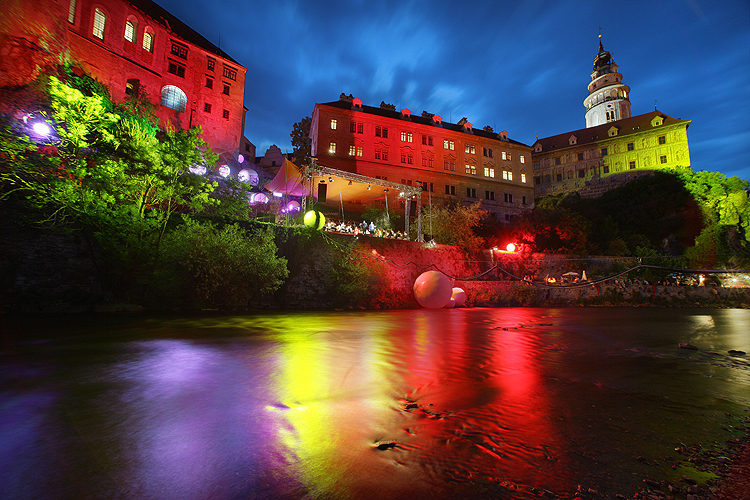
Internationales Musikfestival Český Krumlov

Das Internationale Musikfestival Český Krumlov (Mezinárodní hudební festival Český Krumlov) ist ein Musikfestival in Tschechien, welches seit 1992 in den Monaten Juli und August an verschiedenen Plätzen in Český Krumlov stattfindet. Die Musikpalette umfasst Genres des 15. bis 21. Jahrhunderts. Das Musikfestival ist Mitglied des Verbandes der Musikfestivals der Tschechischen Republik.

## Dramaturgie
Das IMF Český Krumlov ist ein mehrgenriges Musikereignis, wodurch es sich von anderen Festivals in Tschechien unterscheidet und ein breiteres Spektrum an Zielgruppen anspricht. Zu den vertretenen Genres zählen Opern, Symphoniekonzerte und kammermusikalische Konzerte klassischer Musik, Jazz, aber auch Folklore, Weltmusik und Rock. Zu den Veranstaltungen gehören Länderabende, Opern-Gala-Konzerte, Vorträge und Chorkonzerte. In Zusammenarbeit mit der Staatlichen Burg und Schloss Český Krumlov gibt es eine experimentelle barocke Vorstellung im Barocktheater.

## Teilnehmer

### Solisten
Seit Bestehen des Festivals traten Solisten der New Yorker Metropolitan Opera, der Mailänder La Scala, der Berliner Oper und anderer Opernhäuser auf. Dazu gehörten Renée Fleming, Jeanine Thames, Allan Glasman, Eva Urbanová, Janice Taylor, Dagmar Pecková, Misha Maisky, Václav Hudeček, Tracy Dahl, Eugen Indjic, Ivan Moravec, Steven Osborne, Gianfranco Cécchele, Ivan Ženatý, Štěpán Rak, Mi-hae Park, Annamarie Popescu, Gabriela Demeterová, Pavel Šporcl und Schlomo Mintz.

### Dirigenten und Orchester
Unter der Leitung der Dirigenten Gerd Albrecht, Vladimír Válek, Vladimír Askhenazy, Jiří Bělohlávek, Ondrej Lenárd oder Maxim Šostakovič spielten die Tschechische Philharmonie, die Prager Symphoniker und das Symphonieorchester des Tschechischen Rundfunks.

### Andere Genres
Aus anderen Musikgenres präsentierten sich in Český Krumlov die Jazzmusiker Maynard Ferguson, James Morrison, New York Voices. Tschechoslowakische Künstler waren die Gebrüder Eben, Hradišťan, Elán oder Čechomor.

## Programm 2010
Im Jahr 2010 fanden beim IMF Český Krumlov 17 Konzerte statt, bei denen drei Orchester, zehn Kammerorchester und Ensembles sowie etwa 24 Künstler auftraten. Eine Opernproduktion wurde inszeniert vor der drehbaren Zuschauertribüne. Das musikalische Spektrum umfasste Barock, Klassik, Romantik, Jazz und Musical. Teilnehmer waren unter anderem der Tenor José Cura, die Violinisten Gidon Kremer und Vadim Gluzman und der Trompeter James Morrison.